# Luigi Ronga
Luigi Ronga (Torino, 19 giugno 1901 – Roma, 11 settembre 1983) è stato un musicologo italiano.

## Biografia
Laureatosi in lettere a Torino e perfezionatosi successivamente a Dresda, intraprese nel 1926 l'insegnamento di storia della musica nei Conservatori di Palermo e di Roma, nell'Università di Roma e nell'Istituto pontificio di musica sacra.
Il suo impegno didattico, ispirato alla corrente idealistica crociana, ebbe un'ampia risonanza nell'ambito complessivo della cultura italiana.

## Opere
- Gerolamo Frescobaldi organista vaticano, 1930
- Arte e gusto nella musica, 1956
- Bach, Mozart, Beethoven, 1956
- L'esperienza storica della musica, 1960
- Robert Schumann, La musica romantica, cura e traduzione di Luigi Ronga, edizioni SE, Milano, 2007, ISBN 978-88-7710-697-1 e NUE, Einaudi, Torino 1942 (1ª ediz.). Si tratta di una selezione di scritti di critica musicale tratta dai Gesammelte Schriften di Robert Schumann.
- Lezioni di storia della musica, Roma, Accademia Nazionale dei Lincei, 1991